# 스키촌 (교토부)
스키촌(일본어: 周枳村)은 일본 교토부 나카군에 있던 촌이다.

## 역사
- 1889년 4월 1일 - 정촌제 시행에 의해 근세이후의 스키촌이 단독으로 자치체를 형성하였다.
- 1951년 4월 1일 - 구치오노촌, 오쿠오노촌, 쓰네요시촌, 미에촌, 가와베촌이 합병해, 오미야정이 성립, 동일 스키촌은 폐지되었다.

## 참고문헌
- 大宮町誌編纂委員会『大宮町誌』大宮町、1982年。
- 「角川日本地名大辞典」編纂委員会『角川日本地名大辞典 26 京都府 上巻』角川書店、1982年。
- 「角川日本地名大辞典」編纂委員会『角川日本地名大辞典 26 京都府 下巻』角川書店、1982年。